# Columbellidae
Los caracoles paloma (Columbellidae) son una familia de gasterópodos del orden Neogastropoda. La familia fue descrita científicamente por primera vez en el año 1840 por Swainson.
Según Catalogue of Life, hay un total de 29 géneros.

## Géneros
- Aesopus
- Alia
- Amphissa
- Anachis
- Antimitrella
- Aoteatilia
- Astyris
- Columbella
- Columbellopsis
- Cosmioconcha
- Costoanachis
- Decipifus
- Euplica
- Exomilopsis
- Liratilia
- Macrozafra
- Mazatlania
- Mitrella
- Nassarina
- Nitidella
- Parvanachis
- Paxula
- Rhombinella
- Seminella
- Steironepion
- Suturoglypta
- Zafra
- Zafrona
- Zemitrella